# Guissenhi (província)
Guissenhi ou Guisseni (em inglês: Gisenyi) era uma intara (província) do centro-norte de Ruanda, com sede em Guissenhi. Possuía 2 047 quilômetros quadrados de área e segundo censo de 2002, havia 864 377 habitantes. Foi abolida em 2006 com a reformulação territorial do país. Dividia-se em vários distritos:
| Distrito      | Nome nativo | População (2002) | Área (km2) |
| ------------- | ----------- | ---------------- | ---------- |
| Cagueio       | Kageyo      | 84 345           | 167        |
| Canama        | Kanama      | 77 709           | 185        |
| Caiove        | Kayove      | 96 090           | 184        |
| Cianzarué     | Cyanzarwe   | 71 142           | 240        |
| Gasseque      | Gaseke      | 78 458           | 197        |
| Gassiza       | Gasiza      | 122 681          | 257        |
| Guissenhi     | Gisenyi     | 67 192           | 24         |
| Mutura        | Mutura      | 122 325          | 196        |
| Nhaguissagara | Nyagisagara | 81 727           | 200        |
| Nhamiumba     | Nyamyumba   | 65 556           | 63         |